# Emarosa (álbum)
Emarosa es el segundo álbum de estudio de la banda estadounidense de rock alternativo Emarosa. Fue lanzado el 29 de junio de 2010 a través de Rise Records. El álbum fue producido por Brian McTernan y también es el último álbum que presenta al vocalista Jonny Craig.

## Lista de canciones
| N.º | Título                                  | Duración |  |
| 1.  | «A Toast to the Future Kids!»           | 3:48     |  |
| 2.  | «Pretend.Relive.Regret»                 | 4:09     |  |
| 3.  | «Share the Sunshine Young Blood»        | 3:00     |  |
| 4.  | «Truth Hurts While Laying on Your Back» | 3:40     |  |
| 5.  | «Live It. Love It. Lust It»             | 3:52     |  |
| 6.  | «The Game Played Right»                 | 4:04     |  |
| 7.  | «Broken vs. the Way We Were Born»       | 4:31     |  |
| 8.  | «I Still Feel Her Pt. 4»                | 3:26     |  |
| 9.  | «The Weight of Love Blinds Eyes»        | 3:35     |  |
| 10. | «We Are Life»                           | 4:00     |  |